# Márkus József (politikus)
Márkus József (Jászárokszállás, 1848. szeptember 24. – 1920-as évek eleje) magyar politikus, a jákóhalmi kerület országgyűlési képviselője az 1890-es években.

## Családja
Édesapja Márkus József (1827–1901) – az 1880-as években főbíró –, anyja Pethes Anna (1830–1907). Származása miatt képviselőtársai a „paraszt” gúnynévvel illették. 
1887-ben vette feleségül Ivicz Máriát, Ivicz János (1807–1877) Viszneken praktizáló ügyvéd és Hölczl Anna (1817–1890) leányát. Házasságukból született Bianka leányuk korán elhalt.

## Pályafutása
Gimnáziumi tanulmányait és a jogi tanfolyamot Egerben végezte. 1873-ban letette az ügyvédi vizsgát, és a jászberényi királyi törvényszék írnoka lett. Ez az az év, amikor szülővárosában ügyvédi irodát nyitott. 1874-től Jászárokszállás város tiszti ügyészévé s még azon évben a közbirtokosság jogtanácsosává választották. Első minőségében 12 évig a rendezett tanácsi szervezet megszűnéseig megmaradt.
1881-ben mint ellenzéki jelölt alulmaradt a kormánypárti Éles Henrikkel szemben, míg 1892-ben a függetlenségi jelölt ellenében heves küzdelem után a jákóhalmi kerületben országgyűlési képviselővé választották. 1896-ban belépett a Szabadelvű Pártba s e párt tagjaként nyert mandatumot. A közlekedésügyi bizottság tagja lett.
1910-ben ismét indulni készült a választásokon, de egészségi állapota miatt utóbb visszalépett. Ebben az évben Jászárokszállásról is elköltözött. Az első világháború idején hadikötvényt jegyzett, ennek következtében tönkrement. Az 1920-as évek elején hunyt el.